# 'Tis Harry I'm Plannin' to Marry
 'Tis Harry I'm Plannin' to Marry is een nummer, met muziek van Sammy Fain en teksten van Paul Francis Webster. Het nummer werd als eerst uitgebracht tijdens de release van de musicalfilm Calamity Jane (1953). Het nummer wordt tweemaal gezongen in deze film, maar de bekendste versie is die van Doris Day en Howard Keel.